# Kanton Sospel
Der Kanton Sospel war bis 2015 ein französischer Wahlkreis im Arrondissement Nizza, im Département Alpes-Maritimes und in der Region Provence-Alpes-Côte d’Azur. Hauptort (frz.: chef-lieu) war Sospel.
Der Kanton war 110,97 km² groß und hatte 4175 Einwohner (Stand 2012).

## Gemeinden
| Gemeinde  | Einwohner (Stand: 2022) | Code postal | Code Insee |
| --------- | ----------------------- | ----------- | ---------- |
| Castillon | 422                     | 06500       | 06036      |
| Moulinet  | 253                     | 06380       | 06086      |
| Sospel    | 3807                    | 06380       | 06136      |